# Anomala mendica
Anomala mendica är en skalbaggsart som beskrevs av Thomas Casey 1915. Anomala mendica ingår i släktet Anomala och familjen Rutelidae. Inga underarter finns listade i Catalogue of Life.